# Théodore-Adrien Sarr
Théodore-Adrien Sarr (Fadiouth, 28 novembre 1936) è un cardinale e arcivescovo cattolico senegalese.

## Biografia
Nato a Fadiouth, arcidiocesi di Dakar, il 28 novembre 1936, è figlio di Rog Sarr e Louise Diakher Diouf, che hanno avuto tre figli e quattro figlie.
Ha compiuto gli studi primari dal 1946 al 1951 a Fadiouth nel pre-seminario di Ngasobil. Dal 1951 al 1957 ha studiato al Seminario minore Santa Maria di Hann e al Seminario maggiore Libermann di Sébikhotane (filosofia e teologia). Dal 1957 al 1964 ha compiuto gli studi ecclesiastici nel seminario maggiore.

### Sacerdozio
È stato ordinato sacerdote il 28 maggio 1964. Dal 1964 al 1967 ha frequentato i corsi della facoltà di lettere classiche dell'università di Dakar, dove si è laureato in lettere classiche.
Dal 1967 al 1974 ha svolto il ministero pastorale in alcune parrocchie, tra le quali quella di Santa Teresa in Dakar, come assistente dei gruppi di Azione Cattolica. È stato professore di lettere classiche (latino e greco) nel seminario minore di san Giuseppe di Ngasobil, del quale nel 1970 è divenuto direttore.

### Episcopato
Il 1º luglio 1974 è stato nominato vescovo di Kaolack, quale primo vescovo africano della diocesi. Ha ricevuto l'ordinazione episcopale il 24 novembre dello stesso anno, nel corso di una celebrazione svoltasi nella grande piazza del Collegio Pio XII, per l'imposizione delle mani del cardinale Hyacinthe Thiandoum, arcivescovo di Dakar, coconsacranti i vescovi Albert Cadoux, vescovo emerito di Kaolack, e Augustin Sagna, vescovo di Ziguinchor.
All'interno della Conferenza episcopale del Sénégal, Mauritania, Capo Verde e Guinea-Bissau ha ricoperto vari incarichi, tra i quali: responsabile per la commissione del clero e dei seminari, dei religiosi e del comitato inter-diocesano nazionale dei pellegrinaggi cattolici (Cinpec). Dal 1980 è presidente della commissione dell'educazione, incarico che mantiene tuttora.
Il 2 giugno 2000 è stato promosso alla sede metropolitana di Dakar, dove ha fatto il suo ingresso il 19 agosto dello stesso anno.
Dal 1987 al novembre 2005 è stato eletto presidente della Conferenza episcopale del Sénégal, Mauritania, Capo Verde e Guinea-Bissau per vari mandati rinnovati ogni tre anni. Dal 1994 al 1998 è stato presidente del Consiglio mondiale dell'ufficio internazionale dell'educazione cattolica (Oiec).
All'interno della Conferenza episcopale regionale dell'Africa dell'Ovest (Cerao) ha ricoperto l'incarico di vicepresidente per quattro mandati di tre anni ciascuno e presidente per due mandati triennali: il primo ha avuto durata dal 2003 al 2006 e il secondo dal 2006 al 2009, quando l'ufficio ha cambiato nome in Conferenza Episcopale dell'Africa dell'Ovest, pur rimanendo presieduta dal cardinale Sarr.
Dal 2003 al 2006 è stato eletto secondo vicepresidente del Simposio delle Conferenze episcopali di Africa e Madagascar (Secam) e dal 2007 vi svolge il ruolo di primo vicepresidente.

### Cardinalato
È stato creato cardinale nel concistoro del 24 novembre 2007 da papa Benedetto XVI, ricevendo il titolo di Santa Lucia a Piazza d'Armi. Ha partecipato al conclave del 2013 che ha visto eletto papa Francesco.
Il 22 dicembre 2014 papa Francesco accoglie la sua rinuncia, per raggiunti limiti d'età, dal governo pastorale dell'arcidiocesi di Dakar.
Da quel momento conserva il titolo di arcivescovo emerito di Dakar.
Il 28 novembre 2016 compie 80 anni e in base a quanto disposto dal motu proprio Ingravescentem Aetatem di papa Paolo VI del 1970, decadono tutti gli incarichi ricoperti nella Curia romana e con essi il diritto di entrare in conclave e passa nel novero dei cardinali non più elettori.

## Genealogia episcopale e successione apostolica
La genealogia episcopale è:
- Cardinale Scipione Rebiba
- Cardinale Giulio Antonio Santori
- Cardinale Girolamo Bernerio, O.P.
- Arcivescovo Galeazzo Sanvitale
- Cardinale Ludovico Ludovisi
- Cardinale Luigi Caetani
- Cardinale Ulderico Carpegna
- Cardinale Paluzzo Paluzzi Altieri degli Albertoni
- Papa Benedetto XIII
- Papa Benedetto XIV
- Papa Clemente XIII
- Cardinale Marcantonio Colonna
- Cardinale Giacinto Sigismondo Gerdil, B.
- Cardinale Giulio Maria della Somaglia
- Cardinale Carlo Odescalchi, S.I.
- Vescovo Eugène de Mazenod, O.M.I.
- Cardinale Joseph Hippolyte Guibert, O.M.I.
- Cardinale François-Marie-Benjamin Richard de la Vergne
- Vescovo Marie-Prosper-Adolphe de Bonfils
- Cardinale Louis-Ernest Dubois
- Cardinale Pierre-Marie Gerlier
- Arcivescovo Émile André Jean-Marie Maury
- Cardinale Hyacinthe Thiandoum
- Cardinale Théodore-Adrien Sarr

La successione apostolica è:
- Arcivescovo Benjamin Ndiaye (2001)
- Vescovo Isaac Jogues Agbémenya Kodjo Gaglo (2008)
- Vescovo Paul Abel Mamba Diatta (2012)
- Arcivescovo André Gueye (2013)
- Arcivescovo Roger Houngbédji, O.P. (2016)